# Ла Бова (Ферара)
Ла Бова је насеље у Италији у округу Ферара, региону Емилија-Ромања.
Према процени из 2011. у насељу је живело 35 становника. Насеље се налази на надморској висини од 5 м.